# ドラガシャニ
ドラガシャニ（ルーマニア語: Drăgăşani）は、ルーマニアのヴルチャ県にある都市。近くをオルト川が流れ、カラカルとルムニク・ヴルチャとをむすぶ鉄道が通る。近くの丘で生産される最高級のワラキアワインで知られる。

## 歴史
古代ローマのダキア属州時代はRusidavaという名であった。ギリシャ独立戦争真っ只中の1821年6月19日には、近郊でオスマン帝国軍がアレクサンドル・イプシランチ率いるフィリキ・エテリア部隊を壊滅させた（ドラガシャニの戦い）。
人口の推移
- 1900年 4398人
- 2000年 2万2499人

## 出身有名人
- ムグル・イサレスク - 元ルーマニア国立銀行総裁
- ジブ・ミハエスク - 小説家・劇作家
- ラドゥ・ヴァシレ - 政治家・歴史家・詩人
- フローリン・コスチャ - サッカー選手